# Рос (притока Њемена)
Рос (блр. Рось; рус. Россь) белоруска је река и лева притока реке Њемен (део басена Балтичког мора). Тече преко подручја Гродњенске области. Типична је равничарска река са бројним меандрима.
Река извире у мочварном подручју Вавкавског побрђа, код села Лози у Свислачком рејону Гродњенске области, и даље рече преко територија Вавкавског и Мастовског рејона.
Укупна дужина водотока је 99 km, а површина сливног подручја око 1.250 km². Просечан проток у зони ушћа је око 6,3 m³/s. Под ледом је од децембра до половине марта.
Највећа насеља на њеним обалама су град Вавкависк и варошица Рос.